# Митякинское сельское поселение
Митякинское сельское поселение — муниципальное образование в Тарасовском районе Ростовской области. Административный центр поселения — станица Митякинская.

## Административное устройство
В состав Митякинского сельского поселения входят:
- станица Митякинская;
- хутор Дубы;
- хутор Патроновка;
- хутор Садки.

## Население
| 2010  | 2012  | 2013  | 2014  | 2015  | 2016  | 2017  |
| ----- | ----- | ----- | ----- | ----- | ----- | ----- |
| 2902  | ↘2891 | ↗2900 | ↘2885 | ↘2867 | ↗2884 | ↗2912 |
| 2018  | 2019  | 2020  | 2021  |       |       |       |
| ↗2953 | ↗3003 | ↗3033 | ↗3071 |       |       |       |